# Culebra (Porto Rico)
Culebra (AFI: /kuˈleβɾa/, lett. "l'isola dei serpenti"), un tempo chiamata Isla Pasaje e Isla de San Ildefonso, è un'isola e al tempo stesso un comune di Porto Rico. L'isola si trova a 27 km dalla costa orientale portoricana, 19 km a ovest di S.Thomas e 14 km a nord di Vieques, in quella fascia di mare che separa il Mar dei Caraibi dall'oceano Atlantico, denominata stretto delle Vergini. È l'isola più orientale delle grandi Antille e, assieme a Vieques e a numerosi scogli e isole minori, forma l'arcipelago delle Isole Vergini spagnole. Il comune, che fu fondato nel 1880, oggi conta una popolazione di 1792 abitanti ed è suddiviso in 5 circoscrizioni (barrios).

## Storia
Cristoforo Colombo, nel 1493, fu il primo europeo a scoprire l'isola, durante il suo secondo viaggio il 19 novembre 1493; all'epoca era abitata dagli indiani Taino. Da allora e per i tre secoli a venire i pirati dei Caraibi se ne impossessarono e la utilizzarono esclusivamente come rifugio per le loro scorribande.

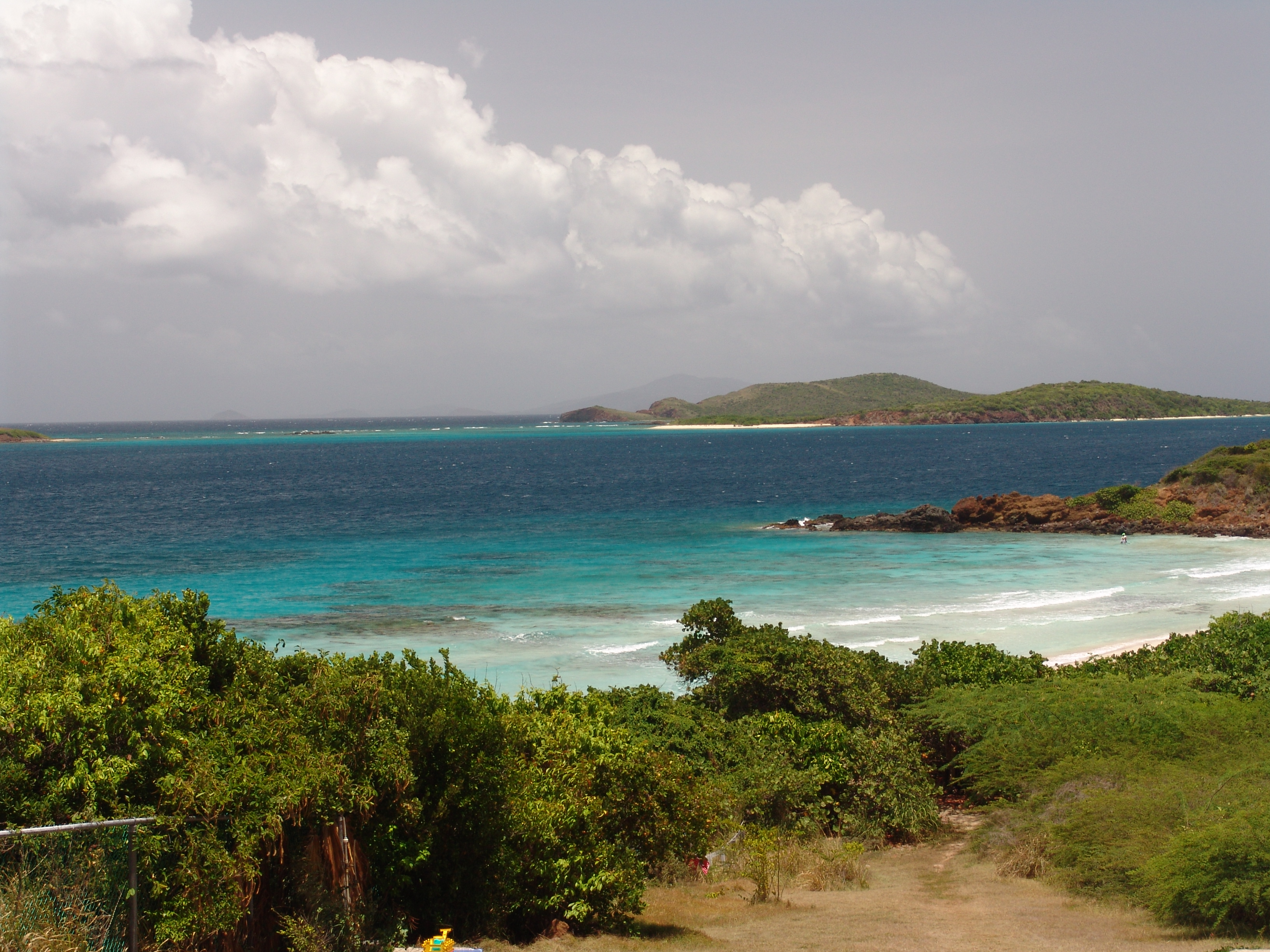

Successivamente, l'isola è stata abbandonata per secoli.

### Dominio spagnolo
Durante l'era del commercio spagnolo attraverso le Americhe, fu usato come rifugio per i pirati, così come i pescatori e i marinai locali. Nel 1875 un inglese di colore, tale Stevens, fu nominato come primo governatore di Culebra da parte delle autorità di Vieques. Gli fu affidato il difficile compito di proteggere l'isola e i pescatori dagli attacchi dei pirati, ma non vi riuscì e morì assassinato dopo pochi mesi.
Culebra fu quindi insediata da Cayetano Escudero Sanz il 27 ottobre 1880. Questo primo insediamento fu chiamato San Ildefonso, in onore del vescovo di Toledo, San Ildefonso de la Culebra. Due anni dopo, il 25 settembre 1882, iniziò la costruzione del faro di Culebrita. Fu completato il 25 febbraio 1886, il che lo ha reso il più antico faro operativo dei Caraibi fino al 1975, quando la Marina e la Guardia costiera statunitensi hanno finalmente chiuso la struttura.

### Dominio statunitense
Gli Stati Uniti presero il controllo di Puerto Rico dalla Spagna all'indomani della guerra ispano-americana ai sensi del Trattato di Parigi del 1898. Nel 1899, gli Stati Uniti condussero il loro primo censimento di Puerto Rico, scoprendo che la popolazione di Culebra aveva 704 abitanti. 

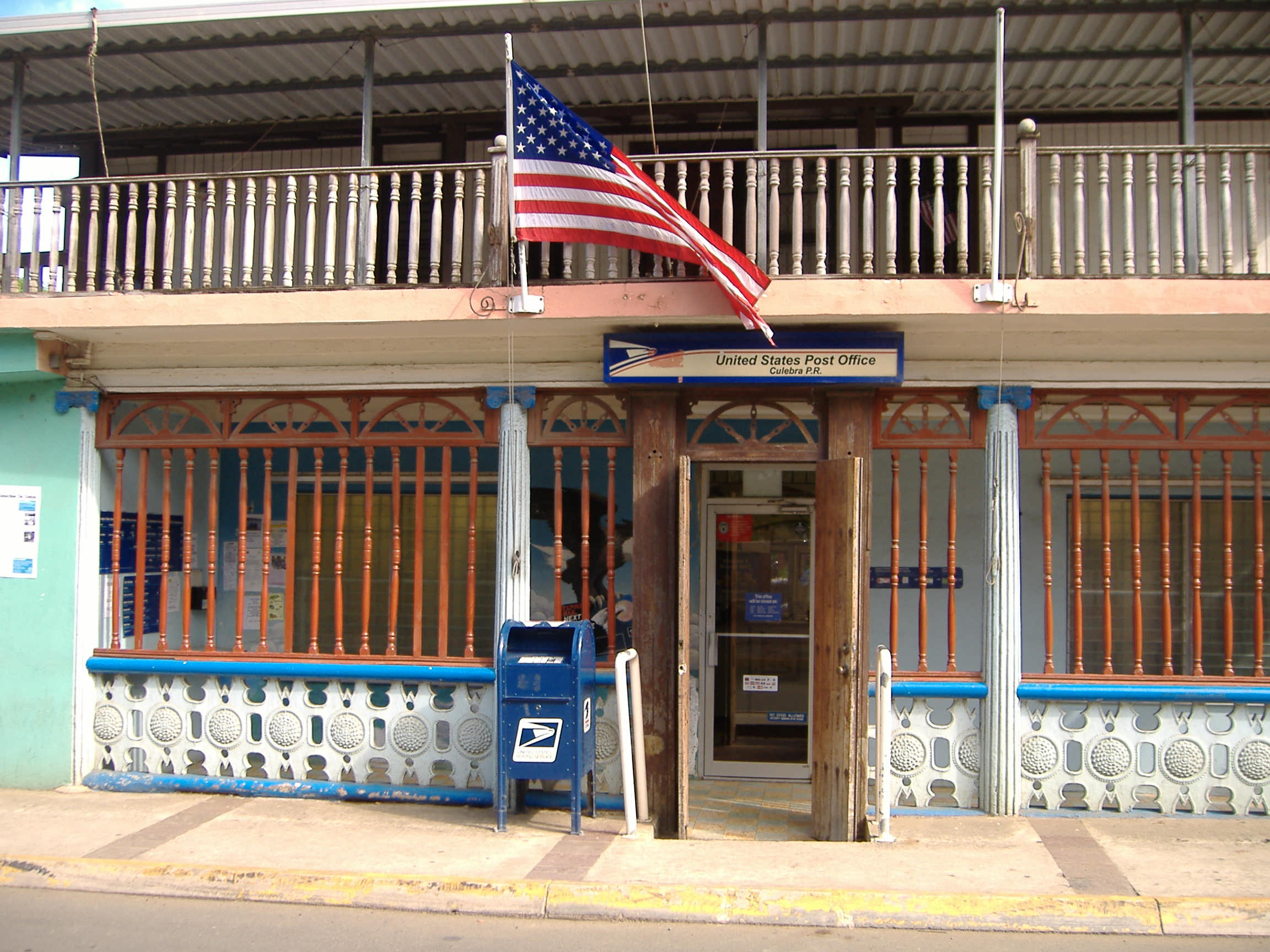
L'Ufficio delle Poste

Nel 1902, Culebra fu integrata come parte di Vieques. Un anno dopo, il 26 giugno, il presidente Theodore Roosevelt istituì la prenotazione navale di Culebra. Un rifugio per uccelli fu istituito il 27 febbraio 1909. Nel 1939, la Marina degli Stati Uniti iniziò a utilizzare l'arcipelago di Culebra come luogo di esercito di armi da fuoco e bombardamenti. Ciò è stato fatto in preparazione del coinvolgimento degli Stati Uniti nella seconda guerra mondiale. Nel 1971 il popolo di Culebra iniziò le proteste, note come proteste della Marina-Culebra, per la rimozione della Marina degli Stati Uniti da Culebra. Quattro anni dopo, nel 1975, cessò l'uso di Culebra come poligono di tiro e tutte le operazioni furono trasferite a Vieques.
Culebra è stata dichiarata municipalità dell'isola indipendente nel 1917. Il primo governo eletto democraticamente è stato istituito nel 1960. In precedenza, il governo di Puerto Rico aveva nominato delegati per amministrare l'isola.

#### La vicenda dei carri armati abbandonati
L'isola è famosa per la presenza dei tanks della seconda guerra mondiale abbandonati in riva al mare.

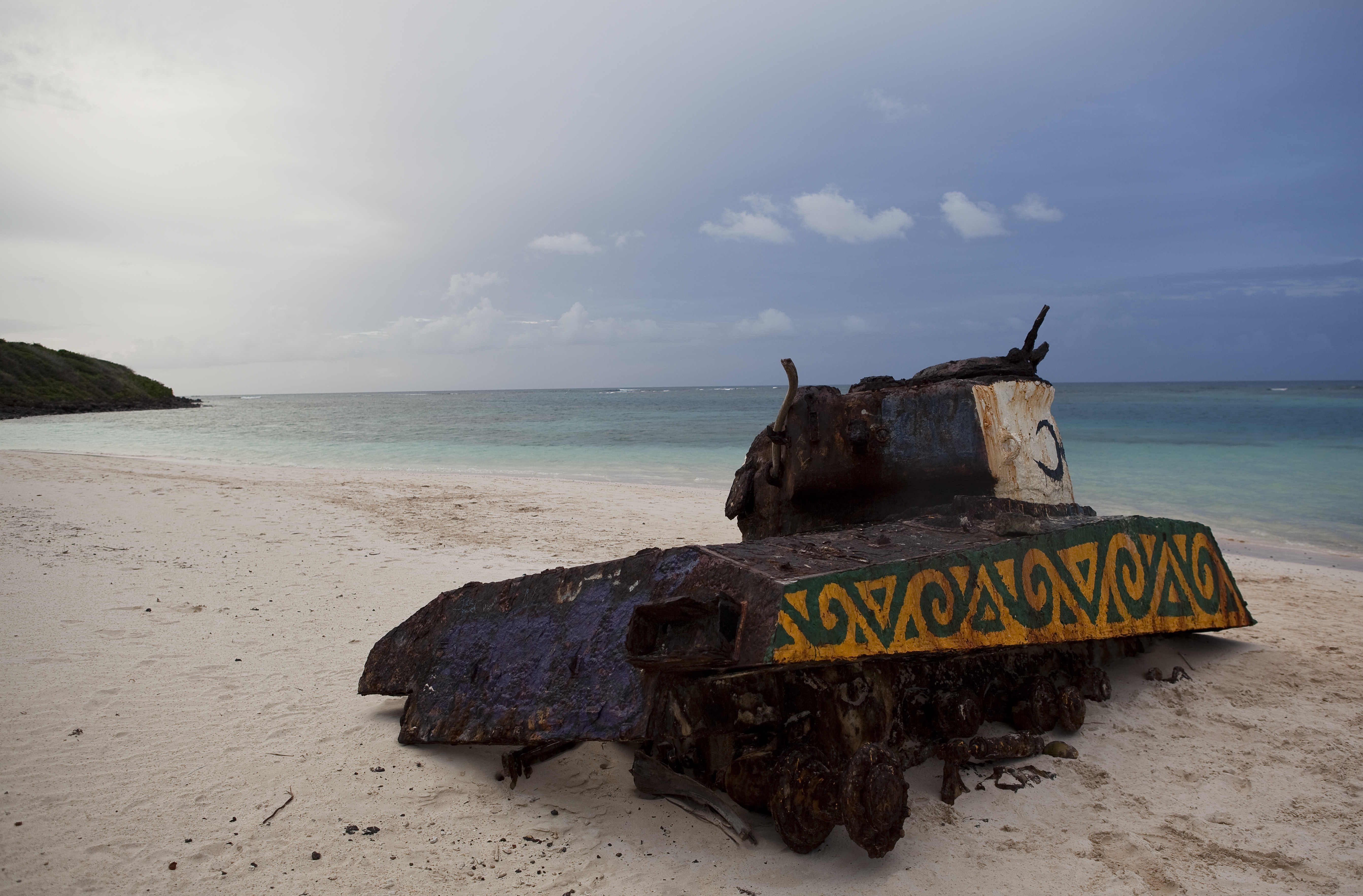
Un carro armato M4A3E8 Sherman abbandonato sulla spiaggia "Flamenco Beach"

Furono portati qui a partire dal 1939, quando la Marina militare degli Stati Uniti iniziò a utilizzare la spiaggia come poligono di tiro e di pratica. Venne fatto in preparazione al coinvolgimento degli Stati uniti nella seconda guerra mondiale. 
Dopo il loro ritiro dall'isola nel 1970, gli abitanti hanno preso atto dell'impossibilità di rimuovere i carri armati, e hanno iniziato a dipingerli e graffitarli.

## Geografia
L'isola si trova a 27 km dalla costa orientale portoricana, 19 km a ovest di S.Thomas e 14 km a nord di Vieques, in quella fascia di mare che separa il Mar dei Caraibi dall'oceano Atlantico, denominata stretto delle Vergini.
Geograficamente è l'isola più orientale delle grandi Antille, ma a causa della sua vicinanza con le Isole Vergini viene chiamata anche Última Virgen, ovvero l'ultima isola occidentale delle piccole Antille e, assieme a Vieques e a numerosi scogli e isole minori, forma l'arcipelago delle Isole Vergini spagnole.

## Infrastrutture
Sull'isola è presente un aeroporto pubblico ad uso civile.